# 鹿野利春
鹿野 利春（かの としはる、1963年〈昭和38年〉1月10日 - ）は、日本の教育者。京都精華大学メディア表現学部教授、大阪芸術大学。元文部科学省教科調査官。

## 略歴
石川県珠洲市に生まれる。珠洲市立飯田小学校、珠洲市立緑丘中学校、石川県立飯田高等学校、金沢大学理学部化学科を卒業。石川県の公立学校教員として勤務。石川県教育委員会から派遣され，鳴門教育大学大学院学校教育専攻修士課程修了。教育学修士。石川県教育委員会を経て高等学校情報科の教科調査官として平成30年に告示された高等学校学習指導要領（情報）の作成に従事。2022年７月に（一般社団法人）デジタル人材共創連盟を設立した。

## 主要著書・論文
- 「情報教育辞典」(共著）丸善出版・平成20年
- 「情報科教育法 第二版」（共著）丸善出版・平成27年

## エピソード
- 第165回国会 教育基本法に関する特別委員会公聴会公述人[6]